# الامگیر، بوگپور
الامگیر، بوگپور (به انگلیسی: Alamgir, Bhogpur) یک منطقهٔ مسکونی در هند است که در پنجاب (هند) واقع شده‌است.